# Ksar Meguebla
Ksar Meguebla ou Ksar Mguebleh est un ksar de Tunisie situé dans le gouvernorat de Tataouine.

## Localisation
Le ksar se situe au bord d'une vallée désormais intégrée au périmètre urbain de Tataouine.

## Histoire
La fondation du ksar est datée des alentours de 1400 (811 de l'hégire) selon Abdesmad Zaïed.

## Aménagement
Le ksar de forme ovale (environ cinquante mètres de diamètre) compte 176 à 350 ghorfas selon les sources, dont 28 dans la cour intérieure, réparties principalement sur deux à trois étages, avec quelques ghorfas sur quatre étages.
Le complexe a été restauré selon la technique traditionnelle qui utilise des nattes d'alfa.